# Gregorio Lopes

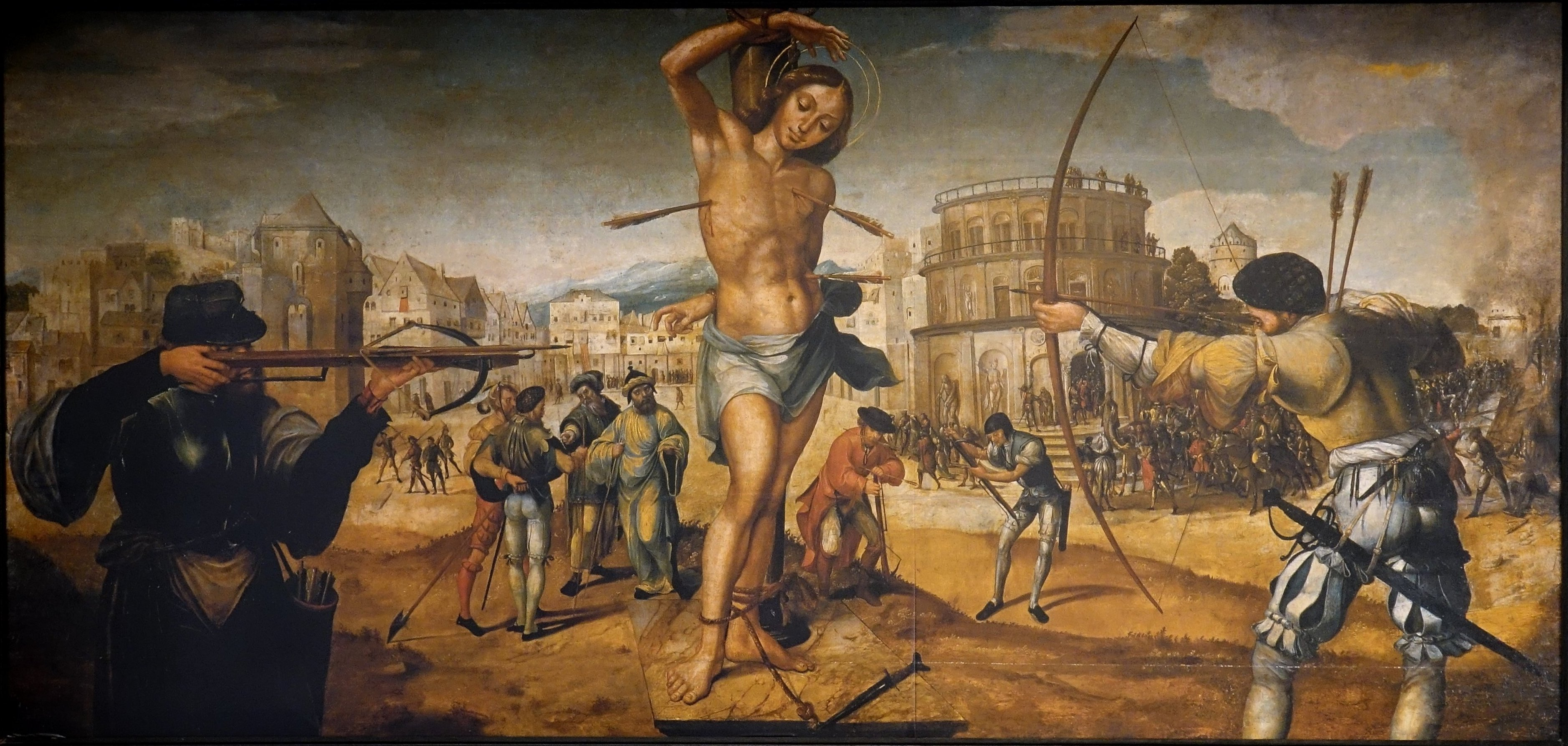
Das Martyrium des Heiligen Sebastian. Das Gemälde malte Gregório Lopes für die Rundkirche des Christuskloster in Tomar um 1536. Nationalmuseum für alte Kunst, Lissabon.

Gregorio Lopes (* um 1490; † um 1550 in Lissabon) war ein portugiesischer Maler.

## Wirken
Lopes war Hofmaler der portugiesischen Könige Manuel I. und Johann III. Sein bedeutendstes Werk ist eine Serie religiöser Gemälde für das Stift in Tomar (1536–1538). Darüber hinaus schuf Lopes Porträts vieler Persönlichkeiten am Hof. Er war der hervorragendste Maler in Portugals Goldenem Zeitalter. Er war ein bekannter Vertreter der Malerei der Renaissance und des Manierismus in Portugal. Sein Gemälde Martírio de São Sebastião entstand etwa in den Jahren 1535 bis 1538. Es zählt zu den bedeutendsten portugiesischen Gemälde des 16. Jahrhunderts. Bei einer Restaurierung des Gemäldes wurde es mit einer multianalytischen Methode untersucht. Zusätzlich wurde eine Infrarotreflektographie eingesetzt, dabei wurde das Alter der verwendeten Holztafeln bestätigt.